# X-Ecutioners
Gli X-Ecutioners sono un gruppo musicale hip hop statunitense, formatosi a New York nel 1989. Vengono considerati tra i migliori DJ nelle tecniche dello scratch e del beat juggling e inoltre sono stati uno dei primi gruppi interamente composti da DJ ad aver firmato con un'etichetta discografica e ad aver pubblicato un album.

## Storia del gruppo
Il gruppo venne formato da 11 disc jockey e adottarono come primo nome "X-Men", successivamente modificato in X-Ecutioners per motivi di copyright con i fumetti omonimi della Marvel Comics. Nel 1997 il gruppo, questa volta formato da Roc Raida, Rob Swift, Total Eclipse e da Mista Sinista, firmarono per la Asphodel Records.
Nel 2002, poco dopo la pubblicazione del secondo album in studio Built from Scratch, Mista Sinista lasciò il gruppo mentre nel 2005 anche Rob Swift abbandonò gli X-Ecutioners a causa di divergenze artistiche. Da quel momento si è parlato molto poco degli X-Ecutioners. Secondo la rivista Scratch Magazine (settembre/ottobre 2006), nel gruppo entrarono due nuovi membri: DJ Boogie Blind e DJ Precision.

### Collaborazioni
Gli X-Ecutioners nel corso degli anni hanno collaborato con molti artisti provenienti perlopiù dalla scena hip hop, tra cui Mike Patton (con il quale realizzarono l'album General Patton vs. The X-Ecutioners), Kool G Rap e Cypress Hill. Hanno inoltre lavorato con Mike Shinoda e Joe Hahn dei Linkin Park alla realizzazione del singolo It's Goin' Down e sempre con i Linkin Park hanno partecipato all'album di remix Reanimation con il brano X-Ecutioner Style (realizzato anche con Black Thought dei The Roots).
Il gruppo ha anche remixato il brano King of Rock dei Run DMC per il videogioco Amplitude della Harmonix.

## Formazione
Attuale
- Total Eclipse (1997-presente)
- DJ Boogie Blind (2006-presente)
- DJ Precision (2006-presente)

Ex-componenti
- Mista Sinista (1997-2002)
- Rob Swift (1997-2005)
- Roc Raida (1997-2009)

## Discografia

### Album in studio
- 1997 – X-Pressions
- 2002 – Built from Scratch
- 2004 – Revolutions
- 2005 – General Patton vs. The X-Ecutioners (con Mike Patton)
- 2008 – Ground Xero (pubblicato come Ill Insanity)

### Raccolte
- 1998 – Japan X-Clusive (P-Vine)
- 2003 – Scratchology (Sequence)

### Singoli
- 1997 – Raida's Theme Remix
- 1997 – Music Negra (Black Music)/Wordplay
- 2001 – Let It Bang
- 2002 – It's Goin' Down